# Elia Favilli
Elia Favilli (Cecina, 31 de enero de 1989) es un ciclista italiano.

## Biografía
En 2007 Favilli fue tercero en los campeonatos del mundo en categoría junior donde fue superado por Diego Ulissi y Daniele Ratto. Debutó como profesional con el equipo ISD-Neri reconvertido a Farnese Vini-Selle Italia. En 2013 fichó por el equipo Lampre-Merida.

## Palmarés
Aún no ha conseguido ninguna victoria como profesional

## Resultados en Grandes Vueltas
| Carrera | Carrera         | 2011  | 2012 | 2013  | 2014  | 2015  | 2016 |
| ------- | --------------- | ----- | ---- | ----- | ----- | ----- | ---- |
|         | Giro de Italia  | 158.º | Ab.  | —     | —     | 104.º | —    |
|         | Tour de Francia | —     | —    | 128.º | —     | —     | —    |
|         | Vuelta a España | —     | —    | —     | 109.º | —     | —    |

—: no participa
Ab.: abandono